# Бирюч (река)
Бирюч — река в России, протекает в Ульяновской области. Левый приток Свияги.

## География
Река Бирюч берёт начало у деревни Беленки. Течёт на восток по открытой местности мимо населённых пунктов Тимофеевка, Растовка, Буйковка, Шишовка, Гафидовка, Новое Никулино, Степная Репьёвка, Норовка, Большое Нагаткино, Крестниково, Шумовка, Семёновка. Устье реки находится в 199 км по левому берегу реки Свияга. Длина реки составляет 58 км. Площадь водосборного бассейна — 748 км².

## Данные водного реестра
По данным государственного водного реестра России относится к Верхневолжскому бассейновому округу, водохозяйственный участок реки — Свияга от истока до села Альшеево, речной подбассейн реки — Волга от впадения Оки до Куйбышевского водохранилища (без бассейна Суры). Речной бассейн реки — (Верхняя) Волга до Куйбышевского водохранилища (без бассейна Оки).
Код объекта в государственном водном реестре — 08010400512112100002295.